# حارة العولقي (كريتر)

تعديل مصدري - تعديل

حارة العولقي هي إحدى حارات حي التلال الملتهبة الواقع بمديرية كريتر التابعة لمحافظة عدن، بلغ تعداد سكانها 1890 نسمة حسب تعداد اليمن لعام 2004.